# Rhabdotorrhinus corrugatus
El cálao arrugado (Rhabdotorrhinus corrugatus) es una especie de ave coraciforme de la familia Bucerotidae   que habita las selvas de la península malaya, Borneo y Sumatra. No se reconocen subespecies.